# Coenypha fasciata
Coenypha fasciata är en spindelart som beskrevs av Cândido Firmino de Mello-Leitão 1926. 
Coenypha fasciata ingår i släktet Coenypha och familjen krabbspindlar. Inga underarter finns listade i Catalogue of Life.